# Claudio Achillini
Claudio Achillini (Bolonia, 18 de septiembre de 1574 - ibidem, 1 de octubre de 1640) fue un jurista y escritor italiano, considerado como uno de los poetas marinistas más conocidos.
Fue uno de los personajes más prominentes después de Giovan Battista Marino (de quien se profesó como gran amigo y admirador). Achillini tuvo una vida marcada por vicisitudes: fue profesor de Estudios de Derecho de la más célebre de Bolonia, Ferrara, Parma, siendo muy conocido y admirado en toda Italia; sin embargo, sufrió, con el cambio de gustos desde los años ochenta del siglo XVII, un progresivo e inexorable olvido.

## Biografía

### Nacimiento y formación
Sus padres fueron Clearco Achillini y Polixena de' Buoi, descendiendo por parte de su padre de una familia de distinguidos académicos: su abuelo fue Giovanni Filoteo Achillini y su tío abuelo fue Alessandro Achillini.
Después de estudiar medicina y filosofía con D. Pandari y F. Della Volpe, y jurisprudencia con E. Gualandi, A. Marescotti, G. Boccadifuoco, se decide por el derecho, graduándose en esta disciplina el 16 de diciembre de 1594. Poco después se trasladó a Padua para perfeccionar sus estudios de filosofía bajo la dirección de Cesare Cremonini, con quien entabla una amistad. Cremonini es el mismo que le insta a dedicar esfuerzos a la poesía.

### Educación universitaria y carrera diplomática
En 1598 comenzó a enseñar Instituciones de Derecho Civil en Bolonia, estando al mando de la cátedra hasta 1602; posteriormente se trasladó a Roma como parte del equipo del monseñor Serafino Olivier-Razali, con la esperanza de obtener beneficios de la Curia. A partir de esta primera estancia en esa ciudad, asume el hábito de vestirse como un cura, ya sea para alcanzar algún beneficio menor o como deferencia al clero romano; sea como sea, nunca dejó de usar el atuendo clerical. Después de haber alcanzado sus metas, volvió a casa y reanudó sus labores de enseñanza.
En 1606 pasa de la cátedra de Instituciones a la de Pandectas, asegurándose un salario exorbitante de 300 coronas que provocó una controversia entre sus colegas que no eran de Bolonia quienes presentaron una acción al Tribunal de la Rota Romana donde cuestionaron la legalidad de su nombramiento. En el mismo año, Achillini respondió a su enemigos con el díptico Pro partito Claudii Achillini, &c. en Módena; sin embargo, tras este impasse, se le denegaron posteriores solicitudes de traslado a otras cátedras y aumentos de sueldos.
El 19 de junio de 1609 fue invitado por el Estudio de Ferrara para asumir la lectoría "principal" de derecho civil. Decepcionado con la no obtención de una nueva cátedra y la negativa a sus pedidos de aumento salarial por el Estudio de Bolonia, Achillini aceptó y se trasladó a Ferrara, pero se las arregla para retener parte del alto salario que recibía en su lugar de origen.
Lejos de cualquier preocupación, Achillini continuó con gran éxito su carrera universitaria, permitiéndose el lujo de dedicarse más intensamente a las letras. El primer fruto de este compromiso fue L'amorosa Ambasciatrice (1612), una composición del subgénero Idilio. 
Paralelamente, intentó incursionar en una carrera diplomática, suspendiendo su trabajo como académico sin abandonar la cátedra para tomar parte en 1613 de su primera misión importante como secretario del vicedelegado pontificio en Turín, Massimi. Años más tarde, fue parte en una segunda misión diplomática como auditor de Alessandro Ludovisi, arzobispo de Bolonia, nuncio apostólico en Turín y Milán, encargado por el Papa Pablo V para encontrar una conciliación en la guerra que enfrentaba a Carlos Manuel I de Saboya y Felipe III de España.
La delegación tuvo éxito y Ludovisi fue nombrado cardenal; Achillini sin embargo, sufre una nueva decepción por la compensación recibida (tal vez a esta circunstancia se refiere el soneto Io corsi, o bella Dora, ogni tua riva), por lo que reanuda la cátedra en Ferrara.
Uno de los pocos registros que quedan de su famosa capacidad de jurisconsulto es de 1619: se trata de un documento particularmente desconcertante, una memoria de su lectoría en la Accademia degli Intrepidi de Ferrara titulada Perché tornando l'uccisore sopra il corpo dell'ucciso, le piaghe rinnovino l'effusione del sangue.
El 9 de febrero de 1621 el cardenal Alessandro Ludovisi fue investido como el Papa Gregorio XV; Achillini, seguro de poder obtener algún favor, se fue a Roma, pero recibe una nueva decepción al recibir una atenta pero muy fría bienvenida. Para su consuelo, en 1622 lo invitan a formar parte de una de las más importantes academias italianas del siglo XVII, la Accademia Nazionale dei Lincei, lo que demuestra la amplitud de su fama y representa su afiliación de mayor prestigio; además, fue parte de la Accademia degli Innominati (Parma), la Accademia degli Intrepidi (Ferrara), la Accademia dei Fantastici (Roma), la Accademia degli Incogniti (Venecia) y la Accademia della Notte (Bolonia).

## Obras
- 1632. I edición de la Poesie di Claudio Achillini dedicate al grande Odoardo Farnese, Duca di Parma e di Piacenza (Bolonia).
- 1633. II edición de la Poesie di Claudio Achillini dedicate al grande Odoardo Farnese, Duca di Parma e di Piacenza (Venecia).
- 1644. Rime...con nova aggiunta (Nápoles).
- 1647. Glorie degl'Incogniti (Venecia).
- 1650. III ed. Poesie (Venecia); 1651. IV ed. Poesie (Venezia); 1656. V ed. Poesie (Venecia).
- 1660. G. M. Pannini, Cartelli per le giostre di Claudio Achillini, también contiene una Vita di Claudio Achillini.
- 1662. I ed. de la Poesie e prose (Venezia); 1673. II ed. (Venezia); 1677. III ed. (Venecia); 1680. IV ed. (Venecia).